# ماتواکا (ویرجینیای غربی)
ماتواکا(به انگلیسی: Matoaka) شهری در ایالت ویرجینیای غربی کشور ایالات متحده آمریکا است که جمعیت آن در سرشماری سال ۲۰۱۰ میلادی، ۲۲۷ نفر بوده‌است.